# Karl Gustav Ljungquist
Karl Gustav Sigvard Ljungquist (* 12. Juni 1921 in Tranås; † 7. Oktober 2017 in Skövde) war ein schwedischer Militärpatrouillenläufer.
Bei den Olympischen Winterspielen 1948 in St. Moritz gewann er im Militärpatrouillenlauf, der als Demonstrationswettkampf ausgetragen wurde, zusammen mit Edor Hjukström, Holger Borgh und Fride Larsson die Bronzemedaille.